# بلايني لارسن
بلايني لارسن (بالإنجليزية: Blaine Larsen)‏ هو مغن مؤلف ومغني وموسيقي أمريكي، ولد في 2 فبراير 1986 في تاكوما في الولايات المتحدة.

## وصلات خارجية
- الموقع الرسمي
- بلايني لارسن على موقع IMDb (الإنجليزية)
- بلايني لارسن على موقع ميوزك برينز (الإنجليزية)
- بلايني لارسن على موقع أول ميوزيك (الإنجليزية)
- بلايني لارسن على موقع ديسكوغز (الإنجليزية)